# Zók
Zók é uma vila da Hungria, situada no condado de Baranya. Tem 8,93 km² de área e sua população em 2019 foi estimada em 294 habitantes.